# Льодовиковий період (фільм)
«Льодовиковий період» (англ. Ice Age) — повнометражний комп'ютерний мультфільм, створений студією Blue Sky Studios для кінокомпанії 20th Century Fox.

## Сюжет
Події відбуваються під час настання льодовикового періоду 20 тисяч років тому. Щоб уникнути холоду більшість тварин мігрують на південь. Проте самотній мамут Манфред, та мегалонікс Сід прямуючи в протилежному напрямі натрапляють на людське дитинча. Вирішивши його віднести людям вони зустрічають смілодона Дієго. На шляху вони потрапляють у безліч небезпечних та веселих пригод.

## Ролі озвучили
| Актор            | Роль    | Вид/Рід         |
| ---------------- | ------- | --------------- |
| Рей Романо       | Менні   | мамонт          |
| Джон Легвізамо   | Сід     | мегалонікс      |
| Деніс Лірі       | Дієґо   | смілодон        |
| Кріс Ведж        | Скрат   | шаблезуба білка |
| Горан Вишнич     | Сото    | смілодон        |
| Джек Блек        | Зік     | смілодон        |
| Дідріх Бадер     | Оскар   | смілодон        |
| Алан Тьюдік      | Ленні   | homotherium     |
| Седрік Кайлс     | Карл    | емболотерій     |
| Стівен Рут       | Френк   | megacerops      |
| Джейн Краковськи | Рейчел  | мегатерій       |
| Тара Стронг      | немовля | людина розумна  |

## Український дубляж
Українською мовою мультфільм дубльовано телекомпанією «Новий канал» у 2006 році.
- Менні — Олег Лепенець
- Сід — Володимир Терещук
- Дієґо — Михайло Жонін
- Сото — Борис Георгієвський

А також: Анатолій Зіновенко, Дмитро Завадський, Ольга Радчук, Олена Узлюк та інші.
- Диктор — Михайло Жонін

## Цікаві факти
- Режисер картини Крі Уедж озвучив білку на ім'я Скрет, що багатьом глядачам сподобалася найбільше і яка майже не бере участі у розвитку головної сюжетної лінії.
- У сценарії була присутня подруга лінивця Сіда Сільвія.
- Мені могли озвучити Джеймс Ерл Джонс і Вінг Реймс.
- Мультфільм задумався як драма, однак студія погодилася його випустити лише як сімейну комедію.
- Спочатку планувалося покрити логотип компанії «20th Century Fox» льодом (дана версія логотипу зустрічається в трейлерах), проте при фінальному монтажі було залишено стандартну емблему.
- Перші малюнки в печері (до зображень мамонтів у великому холі) є копіями печерних малюнків з печери Ласко у Франції.
- Джон Легуізамо спробував 30 різних голосів для Сіда. Після перегляду документального фільму про лінивців, де розповідалось, що вони зберігають їжу в роті, він вирішив озвучувати так, наче в нього щось знаходиться у роті.
- Акторів спонукали імпровізувати для отримання більшої спонтанності анімації.
- Перед початком створення анімації підготовка до створення проєкту тривала понад рік.
- Малюнки у фінальних титрах належать дітям аніматорів.
- Людські персонажі за весь мультфільм не промовляють жодного слова.